# Arnika (spolek)
	Arnika, z. s. je český spolek zaměřený na ochranu životního prostředí.
Arnika vznikla 29. září 2001, kdy ze sdružení Děti Země odešla část členů. Dnes[kdy?] Arnika působí v Praze, další pobočky má anebo měla v Českých Budějovicích, Děčíně, Jihlavě, Ostravě, Vyškově, Mostě, Liberci, Havířově, Zlíně a v Uherském Hradišti. Je zapojena do činnosti několika mezinárodních (např. International Pollutants Elimination Network, International Rivers), evropských (European Rivers Network, European Environmental Bureau, European ECO Forum), ale i českých sítí (Zelený kruh, Klimatická koalice, České fórum pro rozvojovou spolupráci, DEMAS).[zdroj?]

## Poslání, hodnoty a činnost
Jako své poslání uvádí Arnika ochranu přírody a zdravého prostředí pro budoucí generace doma i ve světě. Ve své práci dlouhodobě prosazuje méně odpadů a nebezpečných látek, živé řeky, pestrou přírodu a právo občanů rozhodovat o životním prostředí.[zdroj?]
Jejími hodnotami jsou nezávislost, svoboda a odbornost; odvaha a sounáležitost; ochrana zdraví a životního prostředí, nerůst a udržitelnost; environmentální spravedlnost; čestnost, opravdovost a transparentnost.[zdroj?]

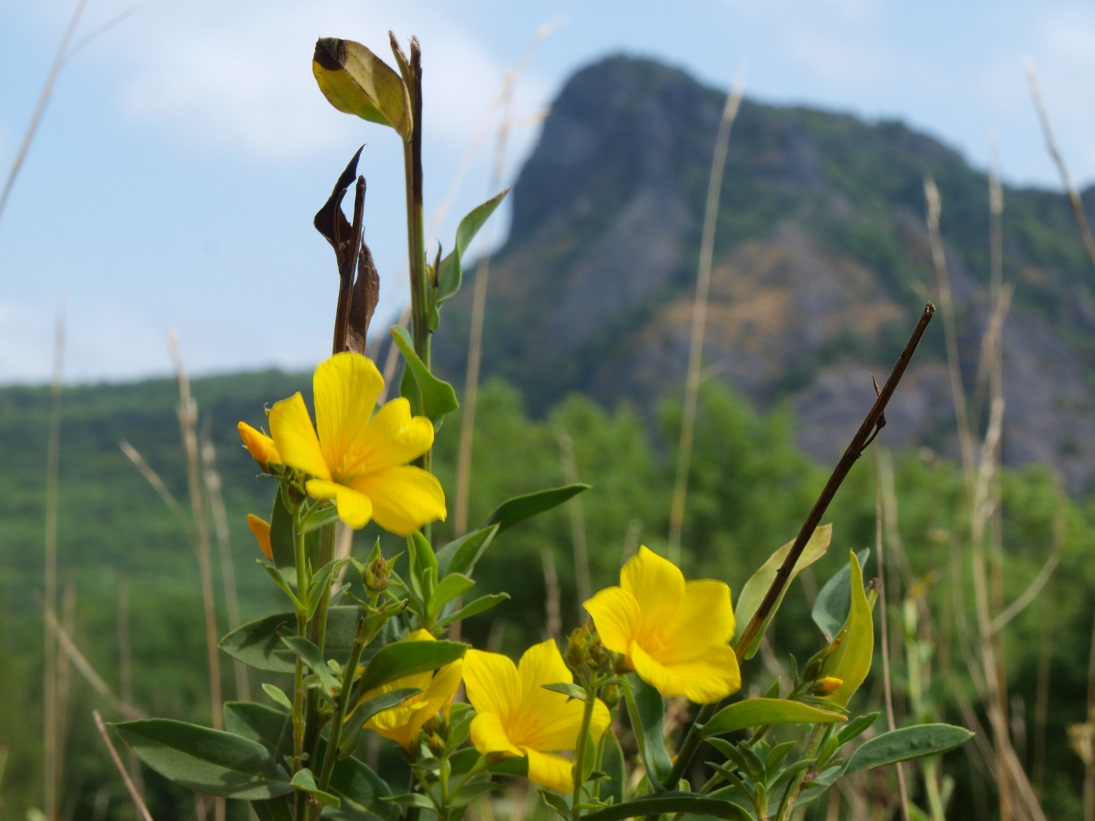
Len žlutý zachránil Tým Bořena před Radovesickou výsypkou

Činnost Arniky lze rozdělit do dvou tematických programů:
- Toxické látky a odpady (mj. kampaně Nespaluj, recykluj[2] a Budoucnost bez jedů,[3] ze starších projektů pak podpora používání recyklovaného papíru[4] či kampaň Nehrajme si s PVC).[5]
- Centrum pro podporu občanů (poskytuje bezplatnou pomoc jednotlivcům, občanským sdružením i obcím při ochraně jejich životního prostředí v rámci ekoporadny, věnuje se kampaním Zachraňme stromy, Praha – město pro život a podpoře účasti veřejnosti v rozhodování) a jeho součástí je dříve samostatný program Ochrana přírody (mj. kampaň na záchranu Labského údolí před výstavbou jezů,[6] podpora soustavy Natura 2000 či kampaň proti stavbě přehrady v Nových Heřminovech na řece Opavě)[7]

Do Arniky přešel také Tým Bořena, který vznikl v roce 1979 v Bílině a od roku 1985 stěhoval ohrožené druhy rostlin z předpolí Radovesické výsypky, především ze zrušeného chráněného naleziště Bělák. O zachráněné rostliny dosud pečuje na jejich náhradních lokalitách.

### Mezinárodní a zahraniční činnost

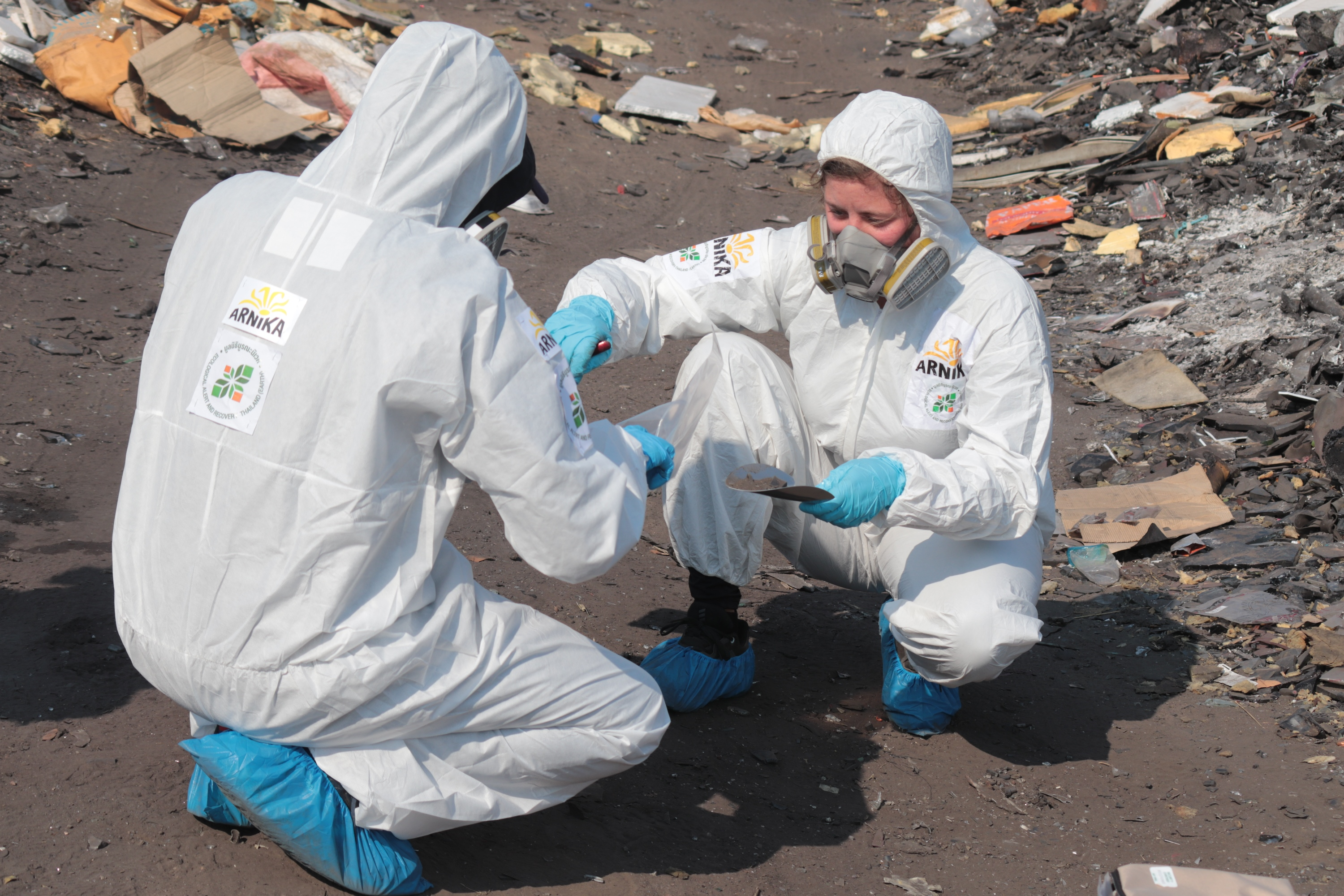
Arnika a EARTH odebírají vzorky na skládce elektroodpadu v provincii Kalasin v Thajsku v únoru 2022

Arnika také vede či vedla řadu projektů v zahraničí ve spolupráci s nevládními organizacemi v různých zemích, konkrétně například v Arménii, Bosně a Hercegovině, Ghaně, Gruzii, Indonésii, Kazachstánu, Bělorusku, Číně, Thajsku či na Ukrajině. Ty jsou často zaměřené na problematiku toxických látek a odpadů, ale také na ochranu vodních ekosystémů anebo zapojování veřejnosti do rozhodování o životním prostředí. Arnika se zúčastnila také vyjednávání mezinárodních úmluv o toxických látkách a o jejich prováděcích dokumentech, konkrétně Stockholmské úmluvy, Basilejské úmluvy a Minamatské úmluvy o rtuti.

### Financování
Podle výroční zprávy tvořily finanční zdroje Arniky v roce 2021: dotace z Evropské unie (20 %), dotace ze státní správy a samosprávy (36 %), granty od českých nadací (méně, než 1 %), granty od zahraničních nadací (33 %), individuální dárci (10 %), celkem přes 20 milionů Kč.

## Kampaně

### Nespaluj, recykluj!
V rámci kampaně Nespaluj, recykluj se Arnika od roku 2011 snaží upozorňovat veřejnost i Ministerstvo životního prostředí, že v České republice stojí nebo jsou povoleny dostatečné kapacity spaloven odpadů. Kampaň se věnuje i cementárně Prachovice,, ve spolupráci s místním spolkem Herout se jí podařilo zastavit navýšení emisního limitu cementárny pro sumu organických látek.

### Žebříčky znečišťovatelů
Od roku 2005 Arnika sestavuje žebříčky největších znečišťovatelů z dat v Integrovaném registru znečišťování, která zveřejňuje každoročně na podzim Ministerstvo životního prostředí. Díky nim bylo zjištěno, že cementárna Prachovice v roce 2022 vypustila spolu se Spolanou Neratovice největší množství benzenu v České republice.. 

## Vedení Arniky
Vedení Arniky tvoří Výkonná rada v čele s předsedou:
- 2001–2004 předseda Vlastimil Karlík, místopředsedové Jindřich Petrlík a Petr Hrdina
- 2004–2007 předseda Jindřich Petrlík, místopředsedové Martin Skalský a Vlastimil Karlík
- 2007–2011 rotující předseda mezi členy Výkonné rady, kterými byli: Jindřich Petrlík, Martin Skalský, Kamil Repeš, Jana Vitnerová
- 2011–2014 předseda Arniky Jindřich Petrlík, členy výkonné rady: Jan Kotrbáček, Vendula Krčmářová, Martin Skalský a Jana Vitnerová
- 2014–2015 předseda Arniky Jindřich Petrlík, členy výkonné rady Jiří Nahodil, Vlastimil Karlík, Martin Skalský a Vratislav Vozník
- 2015–2018 předseda Arniky Jindřich Petrlík, členy výkonné rady Jiří Nahodil, Vlastimil Karlík, Lucie Kerbachová a Martin Skalský
- V roce 2018 byl předsedou Arniky Martin Skalský, členy výkonné rady Jiří Nahodil, Vlastimil Karlík, Lucie Kerbachová a Jindřich Petrlík.
- V letech 2019 a 2020 byl předsedou Arniky Martin Skalský, členy výkonné rady Jindřich Petrlík, Vlastimil Karlík, Lucie Kerbachová a Karolína Brabcová.
- V letech 2021 a 2022 byl předsedou Arniky Martin Skalský, členy výkonné rady byli Jindřich Petrlík, Václav Orcígr, Lucie Kerbachová a Karolína Brabcová.